# Slovenien i olympiska sommarspelen 2008
Slovenien i olympiska sommarspelen 2008 bestod av 267 idrottare som blivit uttagna av Sloveniens olympiska kommitté.

## Badminton
- Huvudartikel: Badminton vid olympiska sommarspelen 2008
- Damer

| Namn       | Gren   | 32-delsfinal | 16-delsfinal           | 8-delsfinal      | Kvartsfinal      | Semifinal        | Final            | Final            |
| Namn       | Gren   | Resultat     | Resultat               | Resultat         | Resultat         | Resultat         | Resultat         | Plats            |
| ---------- | ------ | ------------ | ---------------------- | ---------------- | ---------------- | ---------------- | ---------------- | ---------------- |
| Maja Tvrdy | Singel |              | Olga Konon (BLR) 0 - 2 | Gick inte vidare | Gick inte vidare | Gick inte vidare | Gick inte vidare | Gick inte vidare |

## Bordtennis
- Huvudartikel: Bordtennis vid olympiska sommarspelen 2008

- Singel, herrar

| Idrottare   | Gren   | Grundomgång          | Omgång 1             | Omgång 2                   | Omgång 3             | Omgång 4             | Kvartsfinal          | Semifinal            | Final                |
| Idrottare   | Gren   | Motståndare Resultat | Motståndare Resultat | Motståndare Resultat       | Motståndare Resultat | Motståndare Resultat | Motståndare Resultat | Motståndare Resultat | Motståndare Resultat |
| ----------- | ------ | -------------------- | -------------------- | -------------------------- | -------------------- | -------------------- | -------------------- | -------------------- | -------------------- |
| Bojan Tokič | Singel |                      |                      | Mihai Bobocica (ITA) 4 - 3 | Ma Lin (CHN) 1 - 4   | Gick inte vidare     | Gick inte vidare     | Gick inte vidare     | Gick inte vidare     |

## Cykling
- Huvudartikel: Cykling vid olympiska sommarspelen 2008

### Mountainbike
Damer
| Cyklist         | Gren         | Tid    | Placering |
| --------------- | ------------ | ------ | --------- |
| Blaža Klemenčič | Mountainbike | varvad | 21        |

### Landsväg
Herrar
| Cyklist        | Gren      | Tid              | Placering |
| -------------- | --------- | ---------------- | --------- |
| Tadej Valjavec | Linjelopp | 6:26:17 (+2:28)  | 35        |
| Jure Golčer    | Linjelopp | 6:34:26 (+10:37) | 61        |
| Borut Božič    | Linjelopp | DNF              | DNF       |
| Simon Špilak   | Linjelopp | DNF              | DNF       |
| Simon Špilak   | Tempolopp | 1:07:35 (+5:23)  | 28        |

Damer
| Cyklist              | Gren      | Tid             | Placering |
| -------------------- | --------- | --------------- | --------- |
| Sigrid Teresa Corneo | Linjelopp | 3:39:29 (+7:05) | 49        |

## Friidrott
- Huvudartikel: Friidrott vid olympiska sommarspelen 2008

Förkortningar
- Noteringar – Placeringarna avser endast löparens eget heat
- Q = Kvalificerad till nästa omgång
- q = Kvalificerade sig till nästa omgång som den snabbaste idrottaren eller, i fältgrenarna, via placering utan att uppnå kvalgränsen.
- NR = Nationellt rekord
- N/A = Omgången ingick inte i grenen
- Bye = Idrottaren behövde inte delta i denna omgång

Herrar
Bana och landsväg
| Idrottare       | Gren           | Heat     | Heat      | Kvartsfinal | Kvartsfinal | Semifinal        | Semifinal        | Final            | Final            |
| Idrottare       | Gren           | Resultat | Placering | Resultat    | Placering   | Resultat         | Placering        | Resultat         | Placering        |
| --------------- | -------------- | -------- | --------- | ----------- | ----------- | ---------------- | ---------------- | ---------------- | ---------------- |
| Boštjan Buč     | 3 000 m hinder | 8:21.24  | 8         | i.u.        | i.u.        | i.u.             | i.u.             | Gick inte vidare | Gick inte vidare |
| Roman Kejžar    | Maraton        | i.u.     | i.u.      | i.u.        | i.u.        | i.u.             | i.u.             | 2:29:37          | 67               |
| Matic Osovnikar | 100 m          | 10.46    | 3 Q       | 10.24       | 6           | Gick inte vidare | Gick inte vidare | Gick inte vidare | Gick inte vidare |
| Matic Osovnikar | 200 m          | 20.89    | 4 q       | 20.95       | 8           | Gick inte vidare | Gick inte vidare | Gick inte vidare | Gick inte vidare |
| Damjan Zlatnar  | 110 m häck     | 13.84    | 7 q       | DNS         | DNS         | Gick inte vidare | Gick inte vidare | Gick inte vidare | Gick inte vidare |

Fältgrenar
| Idrottare      | Gren          | Kval    | Kval      | Final            | Final            |
| Idrottare      | Gren          | Distans | Placering | Distans          | Placering        |
| -------------- | ------------- | ------- | --------- | ---------------- | ---------------- |
| Primož Kozmus  | Släggkastning | 79.44   | 3 Q       | 82.02            | 1                |
| Matija Kranjc  | Spjutkastning | 70.00   | 31        | Gick inte vidare | Gick inte vidare |
| Rožle Prezelj  | Höjdhopp      | 2.25    | =9 Q      | 2.20             | 12               |
| Jurij Rovan    | Stavhopp      | 5.30    | 32        | Gick inte vidare | Gick inte vidare |
| Miran Vodovnik | Kulstötning   | 19.81   | 20        | Gick inte vidare | Gick inte vidare |

Kombinerade grenar – Tiokamp
| Idrottare    | Gren     | 100 m | LJ   | SP    | HJ   | 400 m | 110H  | DT    | PV   | JT    | 1500 m  | Final | Placering |
| ------------ | -------- | ----- | ---- | ----- | ---- | ----- | ----- | ----- | ---- | ----- | ------- | ----- | --------- |
| Damjan Sitar | Resultat | 11.21 | 7.25 | 12.41 | 2.05 | 50.10 | 15.03 | 39.25 | 4.00 | 47.23 | 4:37.37 | 7336  | 23        |
| Damjan Sitar | Poäng    | 814   | 874  | 631   | 850  | 810   | 846   | 649   | 617  | 548   | 697     | 7336  | 23        |

Damer
Bana & landsväg
| Idrottare          | Gren    | Heat     | Heat      | Kvartsfinal      | Kvartsfinal      | Semifinal        | Semifinal        | Final            | Final            |
| Idrottare          | Gren    | Resultat | Placering | Resultat         | Placering        | Resultat         | Placering        | Resultat         | Placering        |
| ------------------ | ------- | -------- | --------- | ---------------- | ---------------- | ---------------- | ---------------- | ---------------- | ---------------- |
| Brigita Langerholc | 800 m   | 2:00.13  | 3 Q       | i.u.             | i.u.             | 2:00.00          | 7                | Gick inte vidare | Gick inte vidare |
| Sonja Roman        | 1 500 m | 4:08.52  | 8         | i.u.             | i.u.             | Gick inte vidare | Gick inte vidare | Gick inte vidare | Gick inte vidare |
| Pia Tajnikar       | 100 m   | 11.82    | 5         | Gick inte vidare | Gick inte vidare | Gick inte vidare | Gick inte vidare | Gick inte vidare | Gick inte vidare |
| Sabina Veit        | 200 m   | 23.62    | 5         | Gick inte vidare | Gick inte vidare | Gick inte vidare | Gick inte vidare | Gick inte vidare | Gick inte vidare |

Fältgrenar
| Idrottare     | Gren          | Kval  | Kval      | Final            | Final            |
| Idrottare     | Gren          | Längd | Placering | Längd            | Placering        |
| ------------- | ------------- | ----- | --------- | ---------------- | ---------------- |
| Nina Kolarič  | Längdhopp     | 6.40  | 27        | Gick inte vidare | Gick inte vidare |
| Martina Ratej | Spjutkastning | 55.30 | 37        | Gick inte vidare | Gick inte vidare |
| Marija Šestak | Tresteg       | 14.44 | 9 q       | 15.03 NR         | 6                |

## Gymnastik
- Huvudartikel: Gymnastik vid olympiska sommarspelen 2008

### Artistisk gymnastik
Herrar
| Gymnast         | Gren | Kval    | Kval    | Kval    | Kval    | Kval    | Kval    | Kval   | Kval      | Final   | Final   | Final   | Final   | Final   | Final   | Final  | Final     |
| Gymnast         | Gren | Redskap | Redskap | Redskap | Redskap | Redskap | Redskap | Totalt | Placering | Redskap | Redskap | Redskap | Redskap | Redskap | Redskap | Totalt | Placering |
| Gymnast         | Gren | F       | PH      | R       | V       | PB      | HB      | Totalt | Placering | F       | PH      | R       | V       | PB      | HB      | Totalt | Placering |
| --------------- | ---- | ------- | ------- | ------- | ------- | ------- | ------- | ------ | --------- | ------- | ------- | ------- | ------- | ------- | ------- | ------ | --------- |
| Mitja Petkovšek | Barr | i.u.    | i.u.    | i.u.    | i.u.    | 16.125  | i.u.    | 16.125 | 5 Q       | i.u.    | i.u.    | i.u.    | i.u.    | 15.725  | i.u.    | 15.725 | 5         |

Damer
| Gymnast    | Gren       | Kval    | Kval    | Kval    | Kval    | Kval   | Kval      | Final            | Final            | Final            | Final            | Final            | Final            |
| Gymnast    | Gren       | Redskap | Redskap | Redskap | Redskap | Totalt | Placering | Redskap          | Redskap          | Redskap          | Redskap          | Totalt           | Placering        |
| Gymnast    | Gren       | F       | V       | UB      | BB      | Totalt | Placering | F                | V                | UB               | BB               | Totalt           | Placering        |
| ---------- | ---------- | ------- | ------- | ------- | ------- | ------ | --------- | ---------------- | ---------------- | ---------------- | ---------------- | ---------------- | ---------------- |
| Adela Šajn | Fristående | 13.700  | i.u.    | i.u.    | i.u.    | 13.700 | 56        | Gick inte vidare | Gick inte vidare | Gick inte vidare | Gick inte vidare | Gick inte vidare | Gick inte vidare |
| Adela Šajn | Bom        | i.u.    | i.u.    | i.u.    | 14.100  | 14.100 | 63        | Gick inte vidare | Gick inte vidare | Gick inte vidare | Gick inte vidare | Gick inte vidare | Gick inte vidare |

## Judo
Herrar
| Idrottare    | Gren                     | Inledande omgång        | Sextondelsfinal                  | Åttondelsfinal       | Kvartsfinal          | Semifinal            | Återkval 1           | Återkval 2           | Återkval 3           | Final / BM           | Final / BM       |
| Idrottare    | Gren                     | Motståndare Resultat    | Motståndare Resultat             | Motståndare Resultat | Motståndare Resultat | Motståndare Resultat | Motståndare Resultat | Motståndare Resultat | Motståndare Resultat | Motståndare Resultat | Placering        |
| ------------ | ------------------------ | ----------------------- | -------------------------------- | -------------------- | -------------------- | -------------------- | -------------------- | -------------------- | -------------------- | -------------------- | ---------------- |
| Rok Drakšič  | Extra lättvikt (-60 kg)  | BYE                     | Akhondzadeh (IRI) L 0010–0110    | Gick inte vidare     | Gick inte vidare     | Gick inte vidare     | Gick inte vidare     | Gick inte vidare     | Gick inte vidare     | Gick inte vidare     | Gick inte vidare |
| Aljaž Sedej  | Halv mellanvikt (-81 kg) | BYE                     | Malekmohammadi (IRI) L 0000–1000 | Gick inte vidare     | Gick inte vidare     | Gick inte vidare     | Gick inte vidare     | Gick inte vidare     | Gick inte vidare     | Gick inte vidare     | Gick inte vidare |
| Matjaž Ceraj | Tungvikt (+100 kg)       | Rybak (BLR) L 0000–1000 | Gick inte vidare                 | Gick inte vidare     | Gick inte vidare     | Gick inte vidare     | Gick inte vidare     | Gick inte vidare     | Gick inte vidare     | Gick inte vidare     | Gick inte vidare |

Damer
| Idrottare       | Gren                     | Sextondelsfinal           | Åttondelsfinal             | Kvartsfinal                   | Semifinal                 | Återkval 1                    | Återkval 2                    | Återkval 3                     | Final / BM                | Final / BM       |
| Idrottare       | Gren                     | Motståndare Resultat      | Motståndare Resultat       | Motståndare Resultat          | Motståndare Resultat      | Motståndare Resultat          | Motståndare Resultat          | Motståndare Resultat           | Motståndare Resultat      | Placering        |
| --------------- | ------------------------ | ------------------------- | -------------------------- | ----------------------------- | ------------------------- | ----------------------------- | ----------------------------- | ------------------------------ | ------------------------- | ---------------- |
| Urška Žolnir    | Halv mellanvikt (-63 kg) | Décosse (FRA) L 0000–1010 | Gick inte vidare           | Gick inte vidare              | Gick inte vidare          | Schlesinger (ISR) W 1001–0000 | von Harnier (GER) W 0200–0000 | Willeboordse (NED) L 0000–0001 | Gick inte vidare          | Gick inte vidare |
| Lucija Polavder | Tungvikt (+78 kg)        | BYE                       | Issanova (KAZ) W 1000–0001 | Tserenkhand (MGL) W 1100–0000 | Tsukada (JPN) L 0000–1010 | BYE                           | BYE                           | BYE                            | Kim N-Y (KOR) W 0001–0000 | 3                |

## Kanotsport
Slalom
| Peter Kauzer | Damernas K-1 slalom | 81.79 | 1 | 84.70 | 5 | 166.49 | 1 Q | 85.42 | 13 | Gick inte vidare | Gick inte vidare | Gick inte vidare | Gick inte vidare |

Sprint
| Kanotist               | Gren                 | Heat    | Heat      | Semifinal | Semifinal | Final            | Final            |
| Kanotist               | Gren                 | Tid     | Placering | Tid       | Placering | Tid              | Placering        |
| ---------------------- | -------------------- | ------- | --------- | --------- | --------- | ---------------- | ---------------- |
| Jernej Zupančič Regent | Herrarnas K-1 1000 m | 3:33.29 | 4 QS      | 3:41.73   | 6         | Gick inte vidare | Gick inte vidare |
| Špela Ponomarenko      | Damernas K-1 500 m   | 1:49.97 | 3 QS      | 1:53.81   | 3 Q       | 1:52.36          | 6                |

## Rodd
Herrar
| Idrottare                                              | Gren              | Heat    | Heat      | Återkval | Återkval  | Semifinal        | Semifinal        | Final            | Final            | Final |
| Idrottare                                              | Gren              | Tid     | Placering | Tid      | Placering | Tid              | Placering        | Tid              | Placering        |       |
| ------------------------------------------------------ | ----------------- | ------- | --------- | -------- | --------- | ---------------- | ---------------- | ---------------- | ---------------- | ----- |
| Iztok Čop Luka Špik                                    | Dubbelsculler     | 6:39,49 | 3 SA/B    | BYE      | BYE       | 6:23,81          | 2 FA             | 6:33,36          | 6                |       |
| Rok Kolander Miha Pirih Tomaž Pirih Rok Rozman         | Fyra utan styrman | 6:03,78 | 3 SA/B    | BYE      | BYE       | 5:56,08          | 1 FA             | 6:11,62          | 4                |       |
| Gašper Fistravec Janez Jurše Jernej Jurše Janez Zupanc | Scullerfyra       | 5:57,02 | 4 R       | 6:12,64  | 4         | Gick inte vidare | Gick inte vidare | Gick inte vidare | Gick inte vidare |       |

## Segling
Herrar
| Seglare                     | Gren  | Lopp | Lopp | Lopp | Lopp | Lopp | Lopp | Lopp | Lopp | Lopp | Lopp | Lopp | Summerad poäng | Finalplacering |
| Seglare                     | Gren  | 1    | 2    | 3    | 4    | 5    | 6    | 7    | 8    | 9    | 10   | M*   | Summerad poäng | Finalplacering |
| --------------------------- | ----- | ---- | ---- | ---- | ---- | ---- | ---- | ---- | ---- | ---- | ---- | ---- | -------------- | -------------- |
| Vasilij Žbogar              | Laser | 24   | 4    | 14   | 6    | 2    | 11   | 18   | 1    | 11   | CAN  | 4    | 71             | 2              |
| Karlo Hmeljak Mitja Nevečny | 470   | 3    | 11   | 19   | 10   | 18   | DSQ  | 25   | 20   | 25   | 8    | EL   | 139            | 18             |

M = Medaljlopp; EL = Eliminerad – gick inte vidare till medaljloppet;
Damer
| Seglare                    | Gren | Lopp | Lopp | Lopp | Lopp | Lopp | Lopp | Lopp | Lopp | Lopp | Lopp | Lopp | Summerad poäng | Finalplacering |
| Seglare                    | Gren | 1    | 2    | 3    | 4    | 5    | 6    | 7    | 8    | 9    | 10   | M*   | Summerad poäng | Finalplacering |
| -------------------------- | ---- | ---- | ---- | ---- | ---- | ---- | ---- | ---- | ---- | ---- | ---- | ---- | -------------- | -------------- |
| Vesna Dekleva Klara Maučec | 470  | DSQ  | 3    | 8    | 16   | 12   | 3    | 15   | 18   | 14   | 3    | EL   | 92             | 13             |

M = Medaljlopp; EL = Eliminerad – gick inte vidare till medaljloppet;
Öppen
| Seglare       | Gren      | Lopp | Lopp | Lopp | Lopp | Lopp | Lopp | Lopp | Lopp | Lopp | Lopp | Lopp | Summerad poäng | Finalplacering |
| Seglare       | Gren      | 1    | 2    | 3    | 4    | 5    | 6    | 7    | 8    | 9    | 10   | M*   | Summerad poäng | Finalplacering |
| ------------- | --------- | ---- | ---- | ---- | ---- | ---- | ---- | ---- | ---- | ---- | ---- | ---- | -------------- | -------------- |
| Gašper Vinčec | Finnjolle | 9    | 11   | 6    | 5    | 3    | 13   | 8    | 10   | CAN  | CAN  | 20   | 72             | 7              |

M = Medaljlopp; EL = Eliminerad – gick inte vidare till medaljloppet;

## Simning
- Huvudartikel: Simning vid olympiska sommarspelen 2008

## Simhopp
- Huvudartikel: Simhopp vid olympiska sommarspelen 2008

## Skytte
- Huvudartikel: Skytte vid olympiska sommarspelen 2008

## Softboll
- Huvudartikel: Softboll vid olympiska sommarspelen 2008

## Taekwondo
- Huvudartikel: Taekwondo vid olympiska sommarspelen 2008

## Tennis
- Huvudartikel: Tennis vid olympiska sommarspelen 2008

## Triathlon
- Huvudartikel: Triathlon vid olympiska sommarspelen 2008

## Tyngdlyftning
- Huvudartikel: Tyngdlyftning vid olympiska sommarspelen 2008

## Vattenpolo
- Huvudartikel: Vattenpolo vid olympiska sommarspelen 2008

## Volleyboll
- Huvudartikel: Volleyboll vid olympiska sommarspelen 2008